# Thomas Merton
Pour les articles homonymes, voir Merton et Thomas Ralph-Merton.

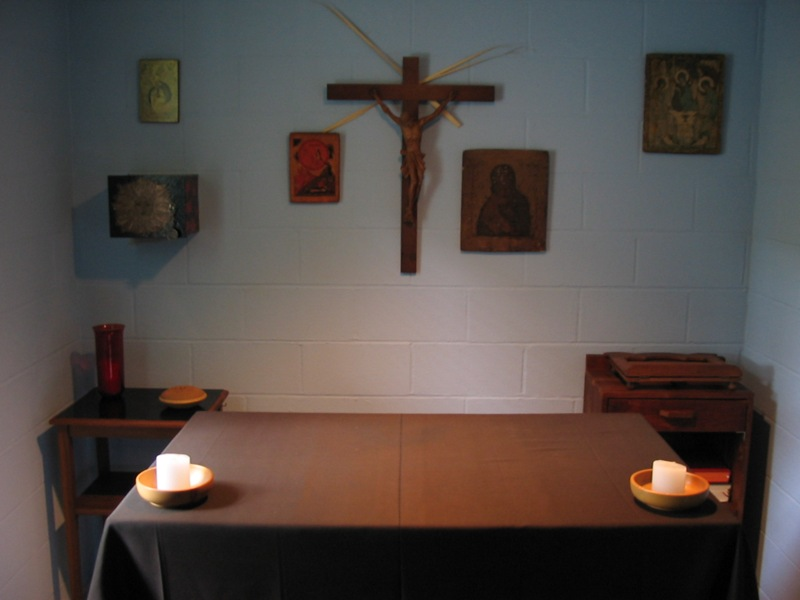
Autel de l'ermitage de Thomas Merton

Thomas Merton (en religion Père Louis), né le 31 janvier 1915 à Prades (Pyrénées-Orientales) et mort le 10 décembre 1968 à Bangkok (Thaïlande), est un moine américain, théologien et écrivain spirituel, poète et militant pacifiste. Initialement de confession anglicane, il se convertit au catholicisme en 1938, et devient moine trappiste, c'est-à-dire rattaché à l'Ordre cistercien de la Stricte Observance, à l'abbaye de Gethsemani (dans le Kentucky) peu après. 
Auteur prolifique, il s'est aussi intéressé aux religions orientales (bouddhisme zen, bouddhisme tibétain, taoîsme). Sur la fin de sa vie, il s'implique dans le dialogue interreligieux et inter-monastique.

## Biographie

### Enfance
Thomas Merton naît en France, le 31 janvier 1915, à Prades (Pyrénées-Orientales). Son père, Owen Merton (en), est néo-zélandais, sa mère, Ruth Jenkins, Américaine avec de la famille en Angleterre. Tous deux sont peintres, et aussi Quakers; malgré cela, Thomas Merton est baptisé au sein de l'Église anglicane. Il perdra ses parents assez tôt : sa mère meurt en 1921 et son père dix ans plus tard.
En août 1915, la famille Merton quitte Prades pour les États-Unis. Les Merton s'installent chez les parents de Ruth à Long Island (État de New York), puis emménagent à Douglaston, dans le Queens (New York), et en 1917 à Flushing (New York), où le jeune frère de Merton, John Paul, naît le 2 novembre 1918. 
En 1925, son père emmène à nouveau Thomas en France, à Saint-Antonin-Noble-Val dans le Tarn-et-Garonne. Il est inscrit au lycée Ingres de Montauban. En 1927, atteint par la tuberculose, il est placé dans une famille d'accueil en Auvergne. En 1931, son père décède. Orphelin, il est recueilli par un de ses oncles et sa tante qui habitent Londres. 

### Adolescence et formation
Son adolescence connaît diverses pérégrinations entre des pays où ses parents aiment peindre : les États-Unis, les Bermudes, la France, dont la langue lui restera familière.
Il suit ses études secondaires à Oakham. En 1931, son grand-père lui fait une donation, ce qui lui offre une certaine indépendance financière. Ayant en outre obtenu une bourse, il peut suivre des études (1933-1934) au Clare College, établissement rattaché à l'université de Cambridge, où il étudie les langues modernes (français, italien). En 1935, il est étudiant à l'université Columbia (New York). Il en sort diplômé en 1938 et, la même année, se convertit au catholicisme. Après avoir hésité à entrer chez les Franciscains, il devient professeur d'anglais au St. Bonaventure College, établissement universitaire d'Allegany (État de New York),.

### Le moine
En 1941, il entre à l'abbaye de Gethsemani (d'obédience trappiste) dans le Kentucky. Il y fait sa profession solennelle en 1947 et il est ordonné prêtre. Il prend alors le nom de Père Louis. Entre-temps, son père abbé lui demande de rédiger son autobiographie. Ce sera La Nuit privée d'étoiles (The Seven Storey Mountain) qui devient un best-seller et sera traduit dans de nombreuses langues.
De 1951 à 1955, il est maître des étudiants (jeunes moines étudiant en vue de la prêtrise), de 1955 à 1965 maître des novices. En 1965, il obtient de son abbé l'autorisation de vivre en ermite sur le terrain du monastère.

Le 10 décembre 1968, alors qu'il participe à un colloque interreligieux à Bangkok (Thaïlande), il meurt dans sa chambre d'hôtel, peut-être électrocuté par un ventilateur défectueux, alors qu'il sortait de sa douche. Thomas Merton avait 53 ans.

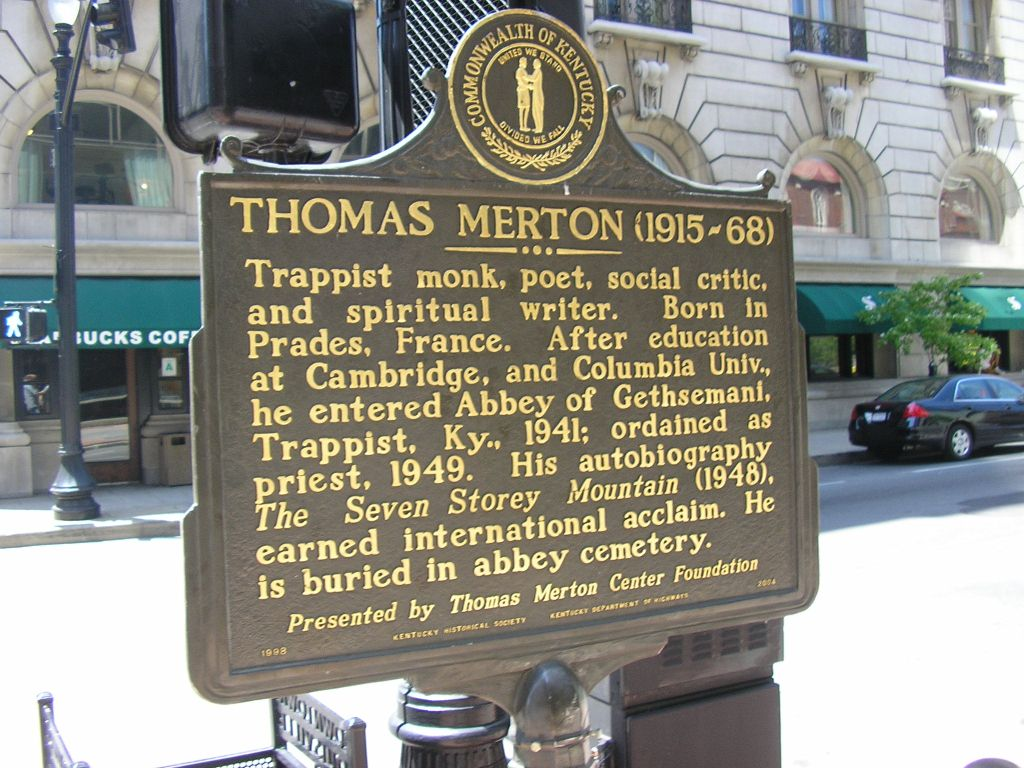
Plaque commémorative sur le Thomas Merton Square à Downtown Louisville.

## Œuvre et postérité

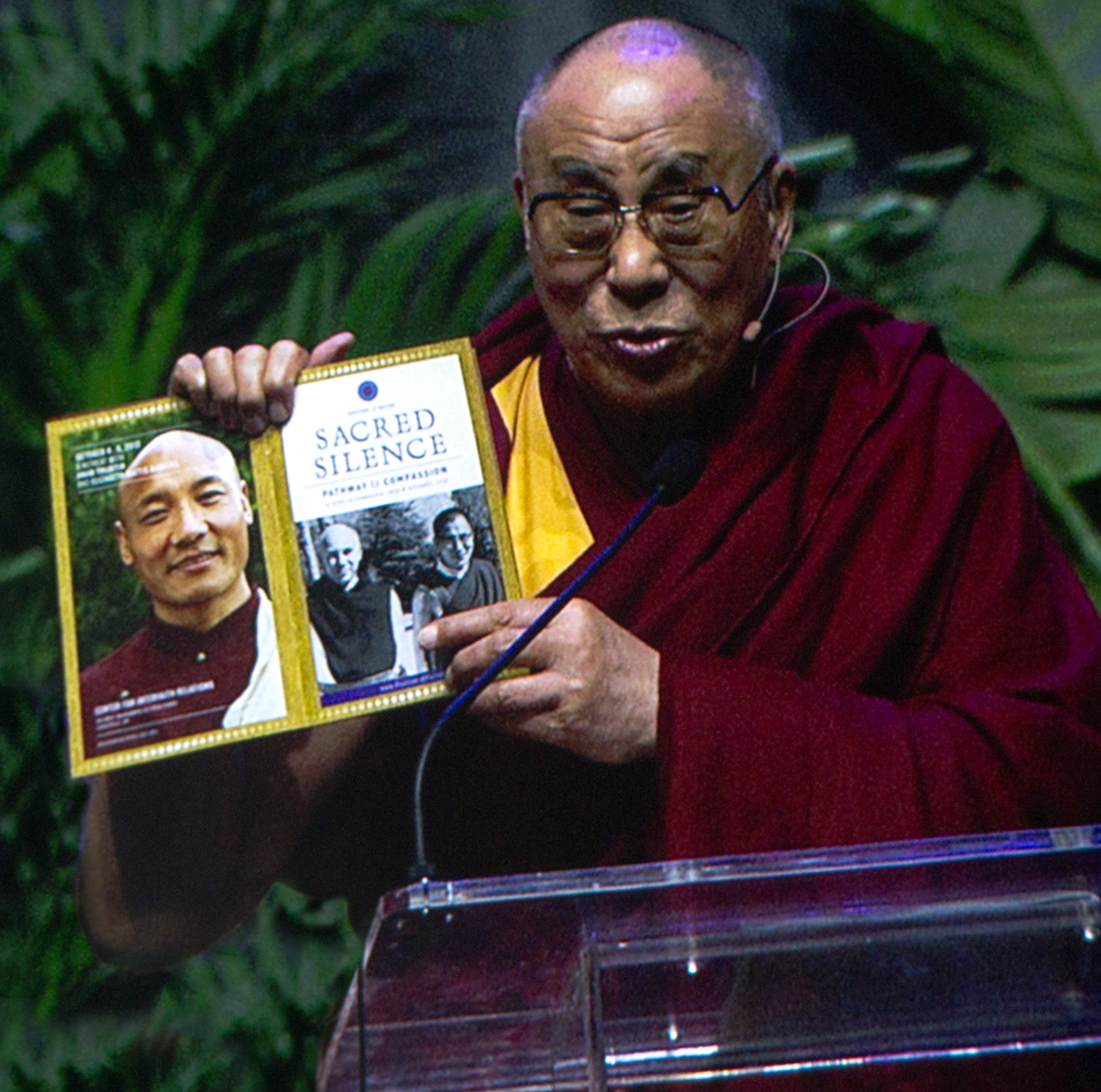
Le 14e dalaï-lama montrant une photo de Thomas Merton lors d'un colloque interreligieux à Louisville en 2013.

Écrivain prolifique, Thomas Merton sera reconnu plus tard comme un des auteurs spirituels catholiques les plus influents du XXe siècle. Il écrit de nombreux livres de spiritualité chrétienne, des poèmes, mais également des essais, notamment sur les questions morales et éthiques concernant la guerre et le racisme. Après le concile Vatican II, il s'engage dans le dialogue interreligieux, particulièrement entre les diverses traditions monastiques. Il est connu pour ses dialogues avec le dalaï-lama, Thich Nhat Hanh et un grand spécialiste du zen, Daisetz Teitaro Suzuki. 
De nombreux ouvrages ont été publiés à titre posthume. Thomas Merton est mieux connu en Amérique du Nord où ont eu lieu différents colloques le concernant.

## Citations
- Le temps des fêtes. Méditations sur l'année liturgique.

Garder la Parole

« Que veut dire « garder sa parole » dans nos cœurs ? S'en souvenir ? Y penser ? C'est insuffisant.
En fait, garder la parole de Dieu dans nos cœurs comme sujet de réflexion, c'est encourager en nous « la science qui enfle ». De plus, l'oubli efface facilement ce qui se trouve dans la mémoire. Le pain terrestre, s'il est gardé dans un placard, peut être pris par un voleur ou se couvrir de moisissures. De même, la parole de Dieu nous est inutile si elle est seulement « mise en réserve » dans notre esprit ou notre mémoire. En effet, comme nous mangeons notre pain pour nourrir nos corps, nous devons « manger » le pain de vie et nourrir nos âmes.

Manger la parole de Dieu, c'est d'abord l'absorber dans les profondeurs de notre être par une foi soumise et aimante, puis laisser la puissance du Verbe. Dans la doctrine trinitaire, l’Évangile selon Jean est le plus important en matière de christologie, car il énonce implicitement la divinité de Jésus dont il fait le « Verbe » incarné. S'exprimer dans l'activité essentielle de la foi : les œuvres de charité, les bonnes habitudes, une vie parfaite. Quand nous sommes nourris par la parole de Dieu dans l'Écriture, quand nous vivons le message divin de la révélation biblique, le Christ prend possession de tout notre être, efface en nous la dernière trace du « vieil homme » et manifeste sa présence dans tout ce que nous faisons. »

— Le temps des fêtes, Paris, Ad Solem, 2012, p. 76-77.
La venue du Fils de l'homme, la fin dans le commencement

« L'Avent signifie que nous sommes prêts à ce que l'éternité et le temps se rencontrent non seulement dans le Christ, mais en nous, dans l'homme, dans notre vie, notre monde, notre temps. Si nous voulons entrer dans ce qui est nouveau, nous devons accepter la mort de ce qui est vieux. Par conséquent, le commencement, c'est la fin. Il faut accepter la fin avant de pouvoir commencer. Ou plutôt, pour être fidèle à la complexité de la vie, il nous faut accepter, en même temps, la fin dans le commencement.

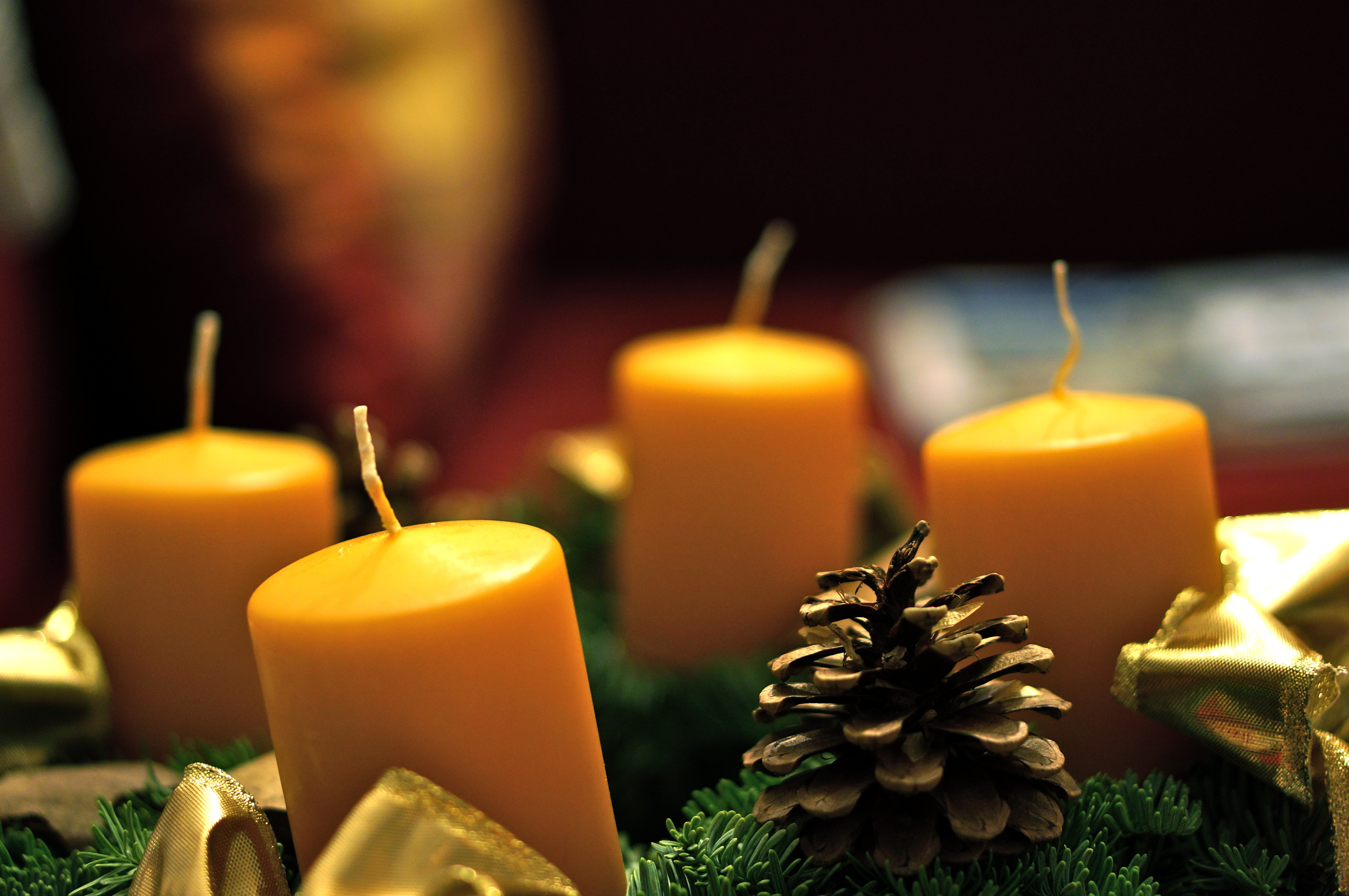
Cierges de l'Avent.

Le secret du mystère de l'Avent est donc de savoir que je commence où je finis parce que le Christ commence où je finis. Ou, en termes plus familiers : je m'éveille à la vie du Christ quand je meurs à moi-même. Je commence à vivre pour le Christ quand j'atteins la « fin » ou la « limite » de ce qui me divise de mon frère ; quand j'accepte de franchir cette limite, de traverser cette frontière, de devenir un étranger, d'entrer dans un désert qui n'est pas « moi-même », où je ne respire pas l'air, où je n'entends pas le tumulte de ma ville, où je suis seul et sans défense dans le désert de Dieu. »

— Le temps des fêtes, Paris, Ad Solem, 2012, p. 90.
Pensées
- « Le bonheur n'est pas une question d'intensité mais d'équilibre, d'ordre, de rythme et d'harmonie. »

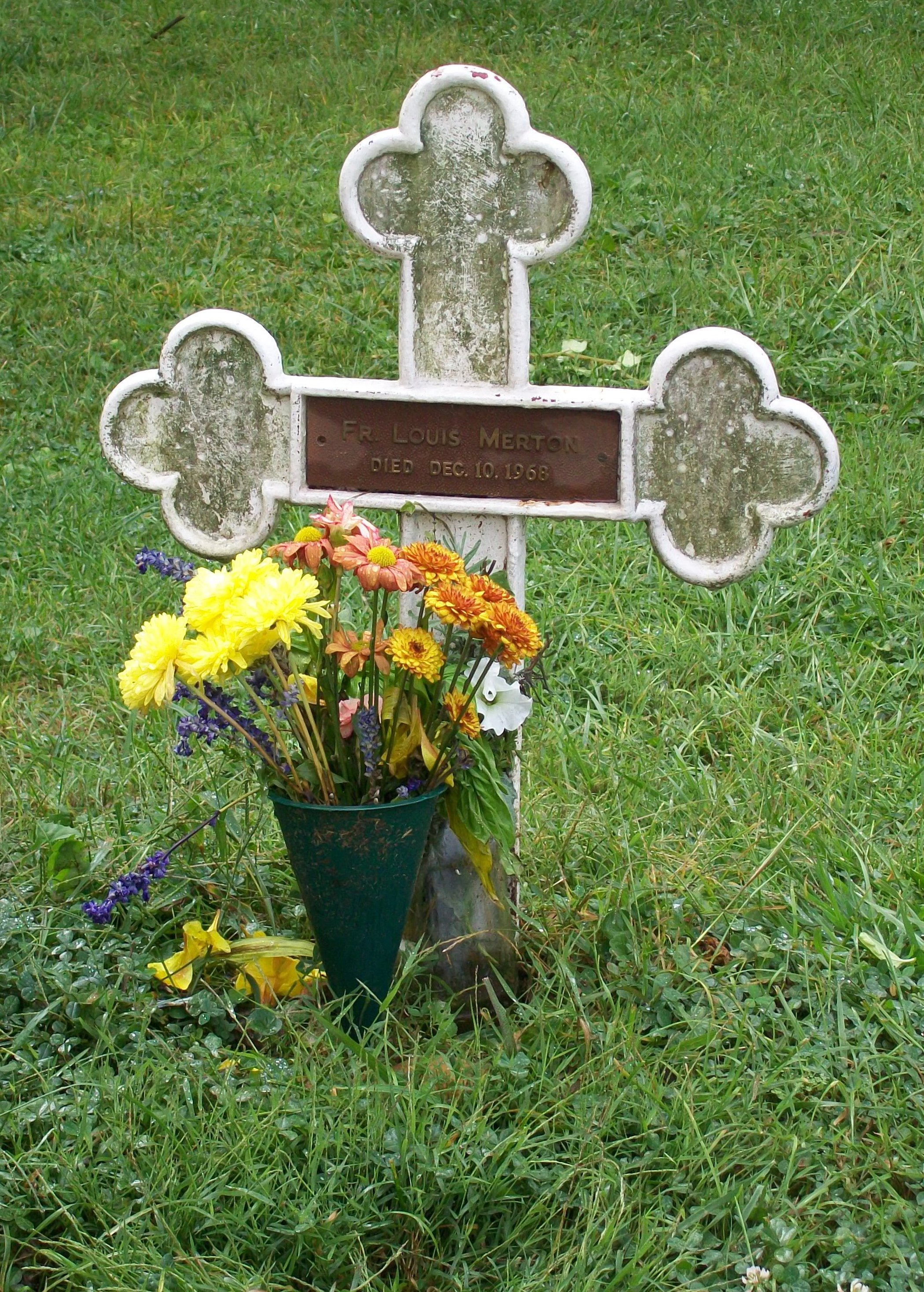
Tombe de Thomas Merton à l'Abbaye Notre-Dame de Gethsemani (Kentucky).

- « Le partage infini est la loi de vie intérieure de Dieu. »
- « La plus grande tentation humaine est de se contenter de trop peu. »
- « L'art nous permet de nous découvrir et de nous aimer en même temps. »
- « Chaque moment… chaque événement de la vie d'un homme sur cette terre plante quelque chose dans son âme. »
- « Soyez bon, gardez vos pieds au sec, vos yeux ouverts, votre cœur en paix et votre âme dans la joie du Christ. »

## Ouvrages

### Éditions originales et traductions françaises
- Thirty poems. New Directions, 1944.
- A man in the divided sea. New Directions, 1946.
- What are these wounds ? The life of a cistercian mystic, saint Lutgarde of Aywières. Clonmore and Reynolds, 1948. 
  - Quelles sont ces plaies ?, Paris, Desclée de Brouwer, 1953.
- Exile ends in glory, the life of a trappistine, mother M Berchmans, OCSO. Bruce Publishing Company, 1948. 
  - L'exil s'achève dans la gloire, Paris, Desclée de Brouwer, 1955.
- The seven storey mountain (autobiographie de Thomas Merton jusqu'à son entrée au monastère). Harcourt Brace Jovanovich, 1948 (ISBN 0-15-601086-0). 
  - La nuit privée d'étoiles, Paris, Albin Michel, 1951.
- The tears of the blind lions. New Directions, 1949.
- Waters of Siloe. 1949 (ISBN 0-15-694954-7). 
  - Aux sources du silence, Paris, Desclée de Brouwer, 1952.
- Seeds of contemplation, 1949 (ISBN 0-313-20756-9). 
  - Semences de contemplation, Paris, Éditions du Seuil, 1952.
- The ascent to truth, 1951 (ISBN 0-86012-024-4). 
  - La montée vers la lumière, Paris, Albin Michel, 1958.
- Bread in the wilderness, 1953. 
  - La manne du désert, Paris, Éd. de l'Orante, 1954.
- The sign of Jonas (son journal, depuis son entrée au monastère jusqu'après son ordination sacerdotale) 1953. 
  - Le signe de Jonas, Paris, Albin Michel, 1955.
- The last of the fathers, 1954. 
  - Saint Bernard de Clairvaux, le dernier des pères, Paris, Plon, 1954.
- No man is an island, 1955. 
  - (Nul n'est une île, Éditions du Seuil, Paris, 1956).
- Silence in Heaven. Studio, 1956.
  - Silence dans le ciel, Paris, Arthaud, 1955.
- The living bread. Farrar, Straus & Cudahy, 1956. 
  - Le pain vivant, Silence dans le ciel, Paris, Éd. Alsatia, 1957.
- Praying the Psalms, The Liturgical Press, 1956. 
  - Prions les psaumes, Paris, 1957.
- The silent life, 1957. 
  - La vie silencieuse, Paris, Éditions du Seuil, 1957.
- Thoughts in solitude, 1958. 
  - Les chemins de la joie, Paris, Librairie Plon, 1961.
- Monastic peace. Abbey of Gethsemani, 1958. 
  - La Paix monastique, Paris, Albin Michel, 1961.
- The secular journal of Thomas Merton, 1959. 
  - Journal d'un laïc, Paris, Albin Michel, 1964.
- Disputed questions, 1960. 
  - Questions disputées, ParisAlbin Michel, 1963.
- Spiritual direction and meditation. Liturgical Press, 1960. 
  - Direction spirituelle et méditation, Paris, Albin Michel, 1962.
- The wisdom of the desert, sayings from the fathers of the fourth century. New Directions, 1960. 
  - La sagesse du désert. Apophtegmes des Pères du désert du IVe siècle, Paris, Albin Michel, 1967.
- The behavior of Titans, New Directions, 1961. 
  - Les Titans, Paris, Seuil, 1971.
- The New Man, 1961 (ISBN 0-374-51444-5). 
  - Le nouvel homme, Paris, Seuil, coll. « Points Sagesses ») 1998.
- New seeds of contemplation, 1962 (ISBN 0-8112-0099-X).
- Nouvelles semences de contemplation, Paris, Seuil, 1963.
- Original child bomb: Points for meditation to be scratched on the walls of a cave. New Directions, 1962.
- Emblems of a season of fury, 1963.
- Life and holiness. Herder and Herder, 1963. 
  - Vie et sainteté, Paris, Seuil, 1966.
- The Black revolution. Letters to a white liberal. Southern Christian Leadership Conference, 1963. 
  - La Révolution noire, Tournai, Casterman, 1964.
- Seasons of celebration, 1965, Farrar, Straus and Giroux, 1965. 
  - Le temps des fêtes. Méditations sur l'année liturgique, Tournai, Casterman, 1968 ; réédition Ad Solem, 2012.
- Seeds of destruction, 1965. 
  - Semences de destruction, Paris Albin Michel, 1965.
- Conjectures of a guilty bystander, 1966  (ISBN 0-385-01018-4). 
  - Réflexions d'un spectateur coupable, Paris, Albin Michel, 1970.
- Raids on the unspeakable, New directions, 1966. 
  - Traduit dans Les Titans, Seuil, 1971 (v. ci-dessus).
- Redeeming the time. Burns & Oates, 1966.
- Mystics and zen masters. Farrar, Straus and Giroux, 1967 (ISBN 0-374-52001-1). 
  - Mystique et Zen, Paris, Cerf, 1972.
- Selected poems. New Directions, 1967.
- Cables to the ace. New Directions, 1968.
- Faith and violence, 1968. 
  - Foi et violence, Paris, Éd. de l'Épi, 1963.
- (en) Zen and the birds of appetite, New Directions Publishing, 1968 (ISBN 0-8112-0104-X, OCLC 276806). 
  - Zen, Tao et Nirvana. Esprit et contemplation en Extrême-Orient, Paris, Fayard, 1970[Note 1].

### Publications posthumes
- My argument with the Gestapo. Doubleday, 1969.
- The climate of monastic prayer. Cistercian Publications, 1969. Réédité sous le titre Contemplative prayer, avec une préface de Thich Nhat Hanh, Image Books, 1996 (ISBN 0-385-09219-9). 
  - Les voies de la vraie prière, Paris, Cerf, 1970.
- Contemplative prayer. Herder and Herder, 1969.
- The geography of Lograire. New Directions Publishing, 1969.
- The way of Chuang Tzu. New Directions Publishing, 1969, (ISBN 0-8112-0103-1).
- Contemplation in a world of action, 1971. 
  - Le retour au silence, la vie contemplative dans le monde actuel, Paris, Desclée de Brouwer, 1975.
- The Asian journal of Thomas Merton. New Directions Publishing, 1973  (ISBN 0-8112-0570-3). 
  - Journal d'Asie, Paris, Criterion, 1991.
- Cistercian life. Cistercian Book Services, 1974. 
  - Vie cistercienne, Rohan, Abbaye de Timadeuc, 1977.
- Ishi means Man. Unicorn Press, 1976  (ISBN 0-87775-100-5).
- Alaskan journal of Thomas Merton, 1988.
- Passion For Peace: The Social Essays, 1995 (William H. Shannon, Ed.)

- The intimate Merton : His life from his journals, 1999.
- Ermitage de Thomas Merton à l'abbaye de Gethsemani.The inner experience. Notes on contemplation. Harper San Francisco, 2003. 
  - L’expérience intérieure, notes sur la contemplation, Paris, Cerf, 2010.
- Peace in the post-christian era. Orbis Books, 2004 (ISBN 1-57075-559-0).
- (en) A book of hours [« Livre d'heures »], Sorin Books, 2007 (ISBN 1-933495-05-7).

### Rééditions en français
- La nuit privée d'étoiles suivie de La paix monastique (trad. Marie Tadié), Albin Michel, coll. « Spiritualités vivantes », 2005 (ISBN 978-2-226-15898-7)
- Mystique et zen, suivi de Journal d'Asie [« Mystics and Zen Masters & The Asian Journal »], Éditions Albin Michel, coll. « La bibliothèque spirituelle », 1995, 544 p. (ISBN 978-2-226-07738-7)